# Kleeblättriges Schaumkraut
Das Kleeblättrige Schaumkraut (Cardamine trifolia), auch als Kleeblatt-Schaumkraut bezeichnet, ist eine Pflanzenart aus der Gattung der Schaumkräuter (Cardamine) innerhalb der Familie der Kreuzblütengewächse (Brassicaceae).

## Beschreibung

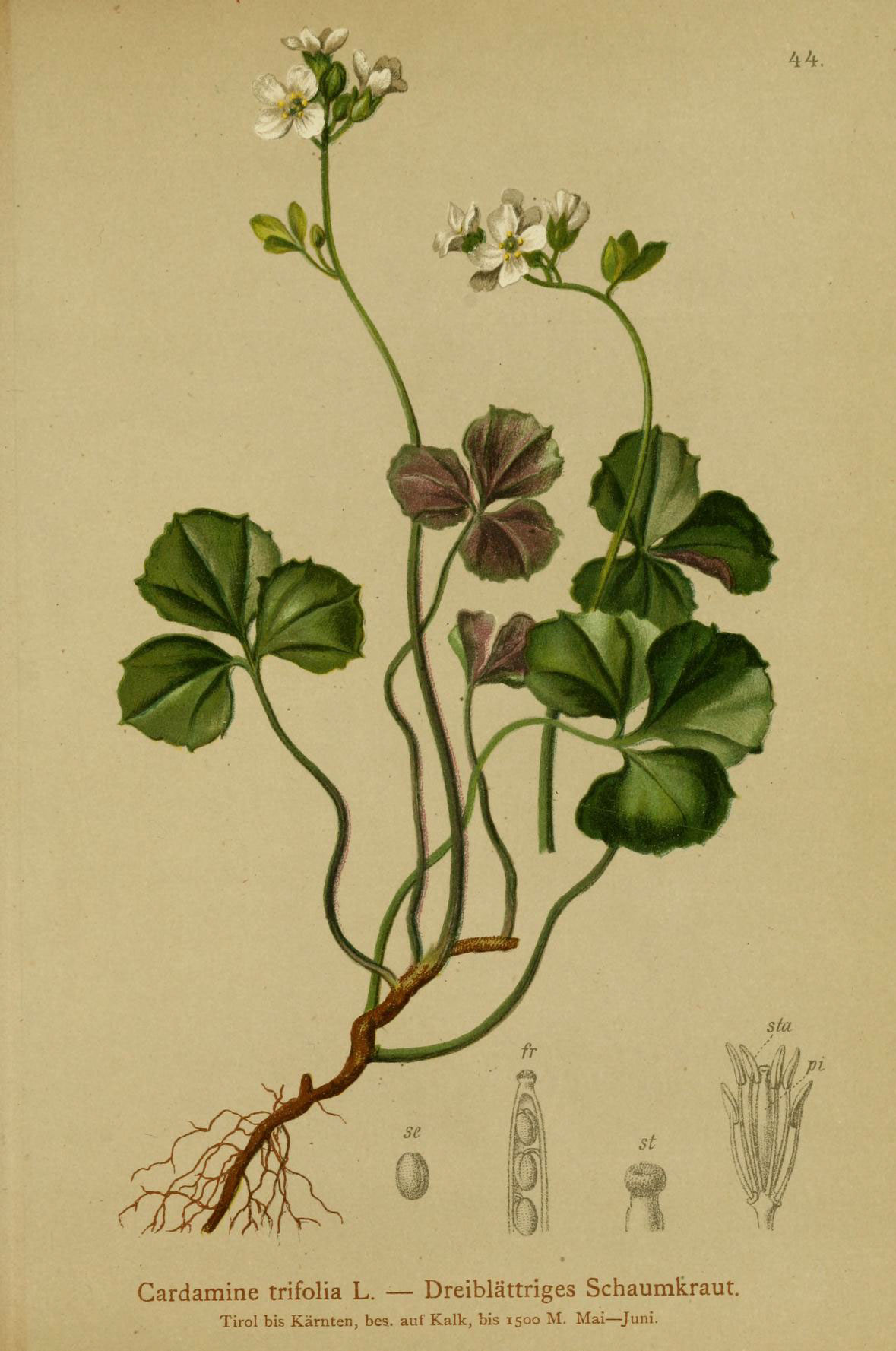
Illustration aus Atlas der Alpenflora

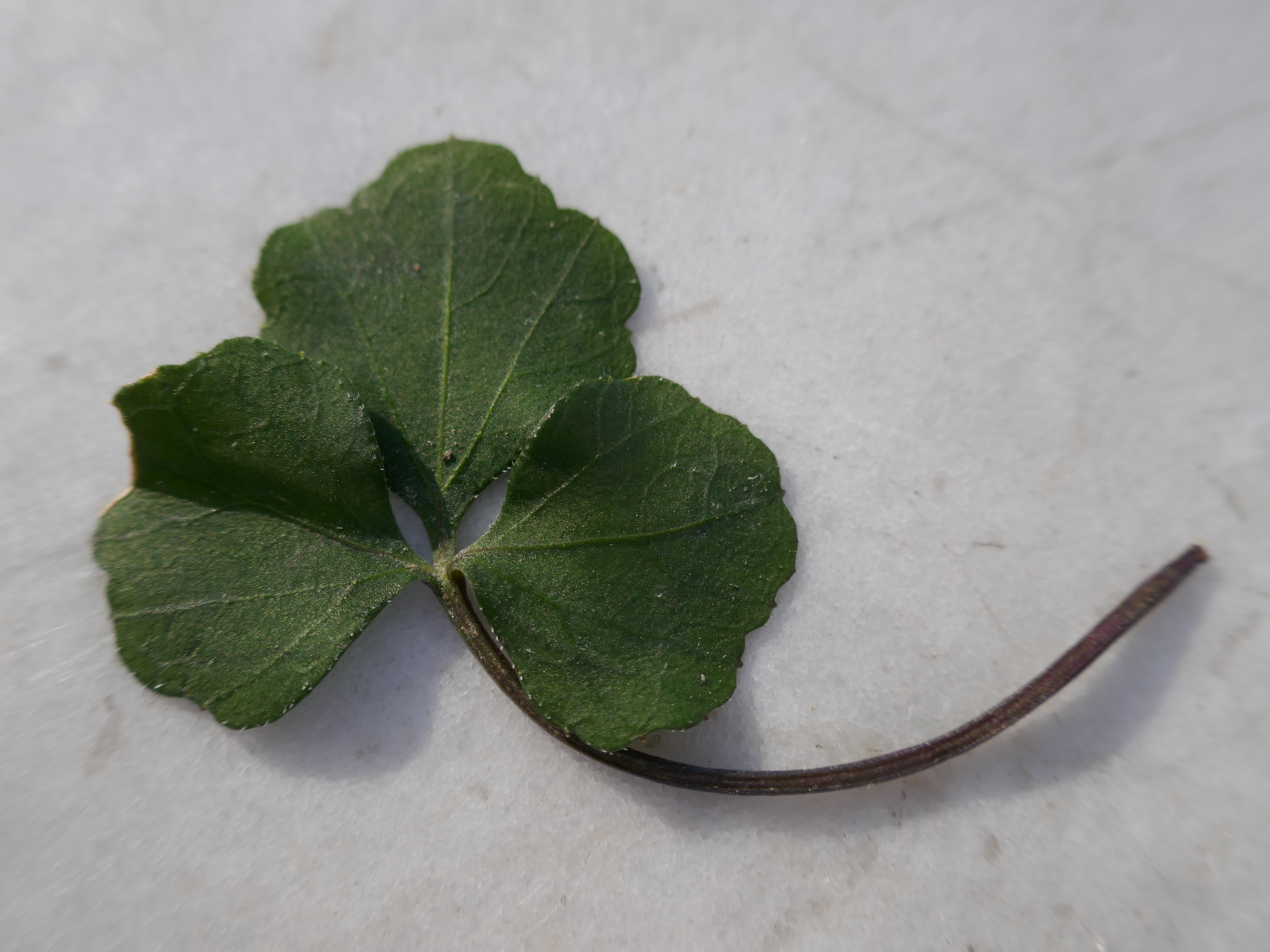
Laubblatt

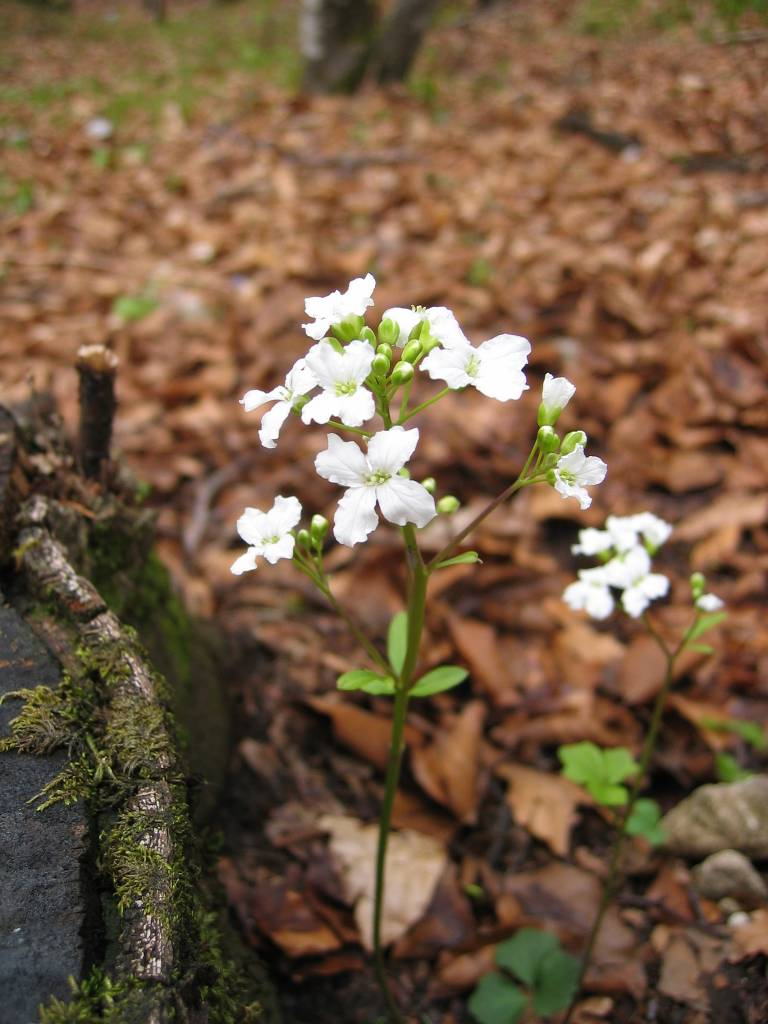
Blütenstand mit vierzähligen Blüten

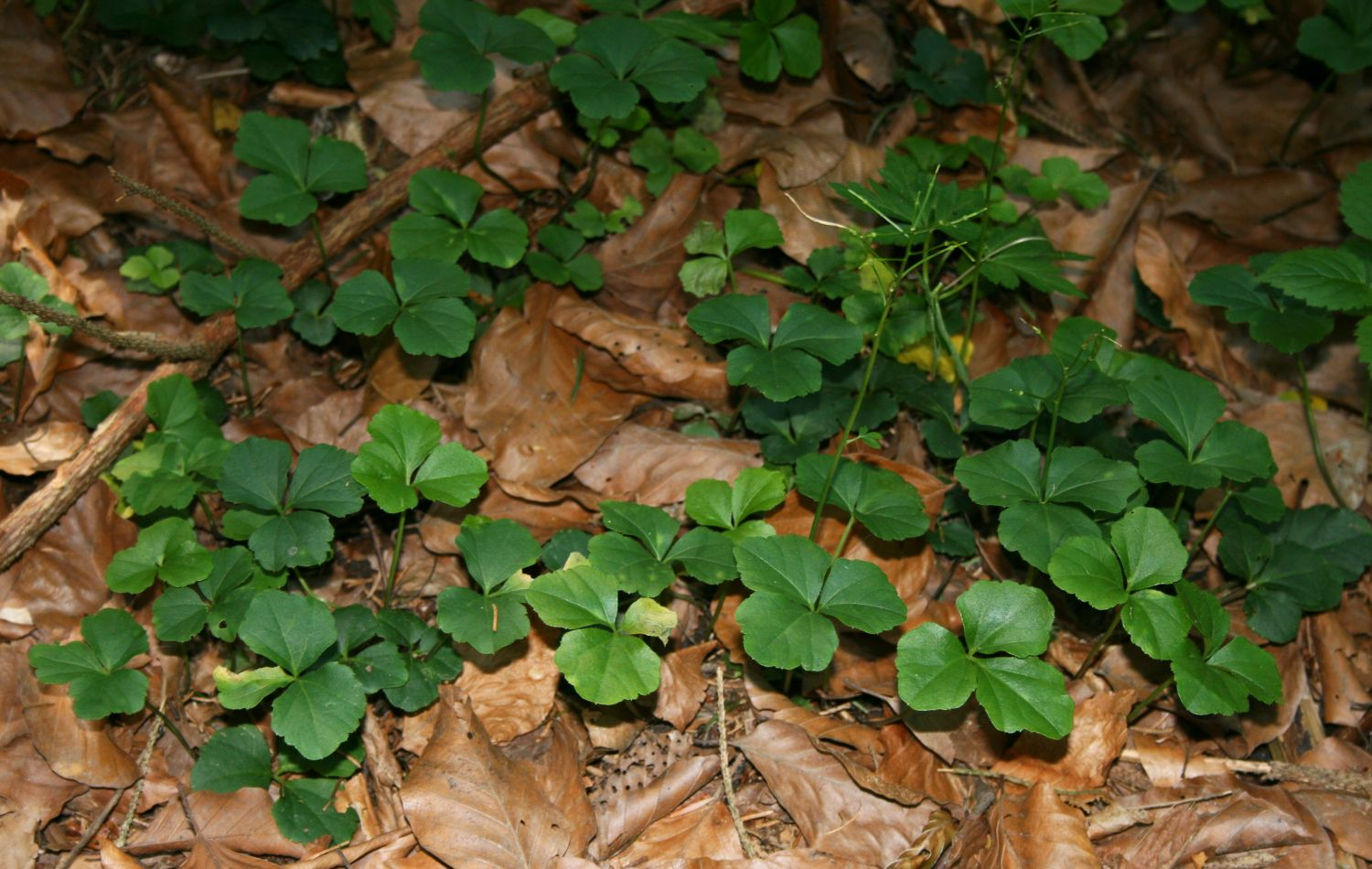
Kleeblättriges Schaumkraut fruchtend

### Vegetative Merkmale
Das Kleeblättrige Schaumkraut ist eine wintergrüne, mehrjährige, krautige Pflanze, die Wuchshöhen von 20 bis 30 Zentimetern erreicht. Durch kurze Ausläufer werden niedrige Blattteppiche ausgebildet.
Die Laubblätter sind in Blattstiel und Blattspreite gegliedert. Der Blattstiel ist relativ lang. Die Blattspreite ist dreiteilig. Die drei gleich großen Blattteile sind rhombisch bis rundlich, am Grund keilförmig und flachbuchtig-gekerbt. Sie sind dunkelgrün und wintergrün. Das Endblättchen ist kurz gestielt. Die Seitenblättchen sind 2 bis 3 Millimeter lang gestielt und ungleichseitig.

### Generative Merkmale
Die Blütezeit reicht von März bis Juni. Es werden lockere, trugdoldige Blütenstände gebildet. Die zwittrigen Blüten sind vierzählig. Die Blütenstiele sin etwa 1 Zentimeter lang. Die ovalen Kelchblätter sind etwa ein Viertel so lang wie die Kronblätter. Die vier weißen, freien Kronblätter sind 8 bis 11 Millimeter lang. Die äußeren Staubblätter sind 3 bis 3,5 Millimeter, die inneren 3,5 bis 4 Millimeter lang. Sie haben gegen den Grund gerade häutige Flügel. Von den 6 Nektardrüsen befinden sich je 2 kleine an der Basis der kürzeren Staubblätter und je eine große zwischen den längeren Staubblättern. Die Schoten sind 20 bis 27 Millimeter lang und 1,5 bis 2,5 Millimeter breit. Die Samen sind 2,5 bis 3 Millimeter lang und ungeflügelt.
Die Chromosomenzahl beträgt 2n = 16.

## Vorkommen
Das Kleeblättrigen Schaumkraut ist in Europa verbreitet. Es gibt Fundortangaben für die Schweiz, Italien, Österreich, Deutschland, Tschechien, die Slowakei, Ungarn, Polen und die nordwestliche Balkanhalbinsel. Als Neophyt kommt es auch in Großbritannien vor.
Das Kleeblättrige Schaumkraut kommt zerstreut bis häufig in allen österreichischen Bundesländern außer Wien vor. In Deutschland ist sie weitgehend auf Bayern beschränkt, insbesondere Alpen, Voralpenland sowie Bayerischer Wald.
In den Allgäuer Alpen steigt sie am Südwesthang der Reuterwanne in Bayern in eine Höhenlage von bis zu 1350 Meter auf.
Standorte sind feuchte, schattige Buchen- und Fichten-Mischwälder, seltener Erlenbruchwälder mit modrig-sauren Oberböden – aber meist über Kalk – in der montanen Höhenstufe. Cardamine trifolia ist eine Charakterart des ostalpinen Cardamino-trifoliae-Fagetum, kommt aber auch in Gesellschaften des Verbands Alno-Ulmion vor.
Die ökologischen Zeigerwerte nach Landolt & al. 2010 sind in der Schweiz: Feuchtezahl F = 3+ (feucht), Lichtzahl L = 2 (schattig), Reaktionszahl R = 4 (neutral bis basisch), Temperaturzahl T = 3 (montan), Nährstoffzahl N = 3 (mäßig nährstoffarm bis mäßig nährstoffreich), Kontinentalitätszahl K = 2 (subozeanisch).

## Taxonomie
Die Erstveröffentlichung von Cardamine trifolia erfolgte 1753 durch in Species Plantarum, Tomus II, S. 654. Das Artepitheton trifolia bedeutet „dreiblättrig“.

## Verwendung als Zierpflanze
Das Kleeblättrige Schaumkraut wird gärtnerisch zu den sogenannten Waldstauden gezählt. Dies sind Stauden, die am besten im Schutz von Gehölzen gedeihen. Als solche verträgt diese Pflanzenart auch eine Überdeckung mit herabfallenden Laub im Herbst. Aufgrund ihrer hohen Schattenverträglichkeit ist es auch möglich, diese Pflanzenart in Staudenbeeten zu pflegen, die beispielsweise im Mauerschatten liegen. Sie eignet sich aber auch zur Verwilderung im schattigen Naturgarten.